# Ли Ин Мун
Ли Ин Мун, Ли Инмун (кор. 이인문, 1745—1821) — корейский художник.

## Биография

Бесконечность рек и гор (강산무진도)

Был придворным художником корейского королевского двора. Писал преимущественно пейзажи. Кроме собственно звания придворного живописца, занимал также крупный военный пост при дворе. Наиболее известным его произведением является роспись на шёлке под названием Бесконечность рек и гор (강산무진도), которая ныне хранится в Национальном музее Кореи в Сеуле. В 1968 известный американский композитор Алан Хованесс, посетивший Корею в 1963, будучи под впечатлением от этого полотна, написал камерную симфонию под названием Mountains and Rivers Without End.